# Залізний кулак (телесеріал)
Залізний кулак (англ. Marvel's Iron Fist) — американський телесеріал, створений Скоттом Баком на основі однойменного персонажа Marvel Comics. Перший сезон вийшов на Netflix 17 березня 2017 року.

## Послідовність
| 2015 | Шибайголова 1 сезон    |
| 2015 | Джессіка Джонс 1 сезон |
| 2016 | Шибайголова 2 сезон    |
| 2016 | Люк Кейдж 1 сезон      |
| 2017 | Залізний кулак 1 сезон |
| 2017 | Захисники 1 сезон      |
| 2017 | Каратель 1 сезон       |
| 2018 | Джессіка Джонс 2 сезон |
| 2018 | Люк Кейдж 2 сезон      |
| 2018 | Залізний кулак 2 сезон |
| 2019 | Джессіка Джонс 3 сезон |
| 2019 | Шибайголова 3 сезон    |
| 2019 | Каратель 2 сезон       |

Серіал «Залізний кулак» є четвертим проєктом «Саги Захисників», до якої також входять серіали: Шибайголова, Джессіка Джонс, Люк Кейдж, Захисники⁣, а також Каратель (не є членом команди).
Хронологічно події першого сезону у серіалі відбуваються після подій у фільмі «Месники», а саме напад інопланетян на Нью-Йорк і руйнування Нью-Йорка, яке у серіалі назване «Інцидент». Окрім подій фільму Месники, у серіалах цієї саги мало згадуються інші події з фільмів кіновсесвіту Marvel. Натомість події одного серіалу саги Захисників часто згадуються в іншому.
Події сезонів відбуваються хронологічно за датою їх виходу. Тобто події першого сезону «Залізного кулака» відбуваються після першого сезону «Люка Кейджа» та перед мінісеріалом «Захисники», а події другого сезону — між другим сезоном «Люка Кейджа» та третім сезоном «Джессіки Джонс».

## Сюжет
«Денні Ренда 15 років вважали мертвим. Одного дня він повертається й за допомогою сили Залізного кулака хоче повернути своє минуле життя та виконати свою місію» — офіційний синопсис
У дитинстві Денні Ренд разом із сім'єю полетів у Гімалаї, щоб знайти Куньлунь, легендарне місто безсмертних. Однак неочікувано здійнялася буря, під час якої батьки Денні загинули. Сам же хлопець зумів віднайти загублене місто. Залишившись там, протягом багатьох років він навчався бойових мистецтв, а після ритуальної перемоги над драконом здобув силу Залізного кулака — вміння концентрувати духовну силу у вогняний кулак. Зрештою Денні вирішує повернутися до Нью-Йорка, щоб за допомогою своїх умінь допомагати людям.

## У ролях
| Актор           | Роль                        |
| --------------- | --------------------------- |
| Фінн Джонс      | Денні Ренд / Залізний кулак |
| Джессіка Генвік | Колін Вінг                  |
| Том Пелфрі      | Ворд Мічем                  |
| Джессіка Строуп | Джой Мічем                  |
| Девід Венгем    | Гарольд Мічем               |
| Рамон Родрігес  | Бакуто                      |
| Саша Дхаван     | Давос                       |
| Еліс Ів         | Мері Вокер                  |
| Розаріо Довсон  | Клер Темпл                  |

## Список епізодів
| Сезон | Епізоди | Епізоди | Оригінальний показ | Оригінальний показ |
| Сезон | Епізоди | Епізоди | Перший показ       | Останній показ     |
| ----- | ------- | ------- | ------------------ | ------------------ |
| 1     | 13      | 13      | 17 березня 2017    | 17 березня 2017    |
| 2     | 10      | 10      | 7 вересня 2018     | 7 вересня 2018     |

### Перший сезон (2017)
| No. | Назва                                                            | Режисер         | Сценарист                            | Дата показу     |
| --- | ---------------------------------------------------------------- | --------------- | ------------------------------------ | --------------- |
| 1 | «Snow Gives Way» «Сніг покаже шлях»                              | Джон Дал        | Скотт Бак                            | 17 березня 2017 |
| Денні Ренд повертається в Нью-Йорк через 15 років після того, як його визнали мертвим. Проте не всі йому тут раді.                                                  |                                                                  |                 |                                      |                 |
| 2 | «Shadow Hawk Takes Flight» «Тіньовий яструб злітає»              | Джон Дал        | Скотт Бак                            | 17 березня 2017 |
| Денні намагається звикнути до нового життя, Коллін дає суворий урок, а Джой надсилає незвичне повідомлення.                                                         |                                                                  |                 |                                      |                 |
| 3 | «Rolling Thunder Cannon Punch» «Гарматний удар грому»            | Том Шенкленд    | Квінтон Піплс                        | 17 березня 2017 |
| Джой виявляється непоганою підприємицею, болісні спогади не дають Денні спокою, а Коллін застосовує свої вміння на практиці.                                        |                                                                  |                 |                                      |                 |
| 4 | «Eight Diagram Dragon Palm» «Восьма діаграма долоні дракона»     | Мігель Сапочник | Скотт Рейнольдс                      | 17 березня 2017 |
| Денні дізнається приголомшливу правду й отримує надзвичайно щедру пропозицію. Відео з Колін розлітається Інтернетом, а Ворд робить серйозне попередження.           |                                                                  |                 |                                      |                 |
| 5 | «Under Leaf Pluck Lotus» «Зірви лотос під листком»               | Ута Брізвітц    | Крістін Чемберс                      | 17 березня 2017 |
| Денні залучає Колін до боротьби з новим небезпечним наркотиком, який з’являється в Нью-Йорку. Клер дізнається, що кредитні картки можна використовувати по-різному. |                                                                  |                 |                                      |                 |
| 6 | «Immortal Emerges from Cave» «Безсмертний виходить із печери»    | RZA             | Двейн Воррелл                        | 17 березня 2017 |
| Денні отримує ексклюзивне запрошення. Коллін і Клер стоять перед складним вибором, а стурбована Джой свариться з братом.                                            |                                                                  |                 |                                      |                 |
| 7 | «Felling Tree with Roots» «Звалити дерево з корінням»            | Фаррен Блекберн | Ян Стоукс                            | 17 березня 2017 |
| Ворда перевіряють на вірність. Денні виявляє таємний підрозділ, а загадковий Бакуто без попередження приходить в додзьо Коллін.                                     |                                                                  |                 |                                      |                 |
| 8 | «The Blessing of Many Fractures» «Благодать численних ушкоджень» | Кевін Танчароен | Тамара Бечер                         | 17 березня 2017 |
| Денні стикається зі своїм страхом, а Коллін знаходить гідного суперника. Джой ухвалює поспішне рішення, тоді як Ворд не може змиритися із захопленням сестри.       |                                                                  |                 |                                      |                 |
| 9 | «The Mistress of All Agonies» «Повелителька всіх агоній»         | Джет Вілкінсон  | Пет Чарльз                           | 17 березня 2017 |
| Мадам Гао хоче всіх перехитрити. Старі звички Ворда дають про себе знати, а Денні усвідомлює, що бути Залізним кулаком набагато важче, ніж йому здавалось.          |                                                                  |                 |                                      |                 |
| 10 | «Black Tiger Steals Heart» «Чорний тигр краде серце»             | Пітер Гоар      | Квінтон Піплс                        | 17 березня 2017 |
| Утомлений від боротьби Денні намагається відпочити з Бакуто. Тим часом керівництво Ренда отримує ще одну приголомшливу новину.                                      |                                                                  |                 |                                      |                 |
| 11 | «Lead Horse Back to Stable» «Відведи коня до стайні»             | Дебора Чоу      | Ян Стоукс                            | 17 березня 2017 |
| Клер імпровізує як тільки може. Коллін отримує суперечливу інформацію. Денні намагається використати свою силу на благо.                                            |                                                                  |                 |                                      |                 |
| 12 | «Bar the Big Boss» «Битва з великим босом»                       | Енді Ґоддард    | Скотт Рейнольдс                      | 17 березня 2017 |
| Ворд отримує пропозицію з хитрими умовами. Давос виступає за кардинальне рішення, а смертельна дуель перетворюється на особисте протистояння.                       |                                                                  |                 |                                      |                 |
| 13 | «Dragon Plays with Fire» «Дракон грається з вогнем»              | Стівен Сурджік  | Скотт Бак, Тамара Бечер і Пет Чарльз | 17 березня 2017 |
| У відчайдушному прагненні очистити своє ім’я Денні дізнається страшну правду, яка відкриє йому новий шлях.                                                          |                                                                  |                 |                                      |                 |

### Другий сезон (2018)
Кримінальні угрупування в Китайському кварталі Нью-Йорка розв’язують війну, а Денні й Коллін намагаються захистити невинних людей.
| No. | Назва                                                        | Режисер           | Сценарист           | Дата показу    |
| --- | ------------------------------------------------------------ | ----------------- | ------------------- | -------------- |
| 1 | «The Fury of Iron Fist» «Лють Залізного кулака»              | Девід Добкін      | М. Рейвен Мецнер    | 7 вересня 2018 |
| Кримінальні банди борються за Нью-Йорк, Денні й Коллін зустрічають старого знайомого. Джой вирушає в нову пригоду.                                 |                                                              |                   |                     |                |
| 2 | «The City's Not for Burning» «Це місто не можна спалювати»   | Рейчел Талалай    | Джон Ворлі          | 7 вересня 2018 |
| Денні й Коллін намагаються укласти мир. Ворд з’являється на аукціоні сестри, а Джой подається у свати, проте все не так просто.                    |                                                              |                   |                     |                |
| 3 | «This Deadly Secret...» «Ця смертельна таємниця…»            | Тоа Фрейзер       | Татьяна Суарес Піко | 7 вересня 2018 |
| Намагаючись послабити напругу між Вордом і Джой, Денні й Коллін змінюють плани й влаштовують вечірку. Мері попереджає всіх про небезпеку.          |                                                              |                   |                     |                |
| 4 | «Target: Iron Fist» «Ціль — Залізний кулак»                  | М. Дж. Бассетт    | Дженні Лінн         | 7 вересня 2018 |
| Допит Мері дає свої плоди. Місті говорить Денні все, що думає. Ворд пропонує мир. Давос робить важливе відкриття.                                  |                                                              |                   |                     |                |
| 5 | «Heart of the Dragon» «Серце дракона»                        | Майрзі Алмас      | Деклан де Барра     | 7 вересня 2018 |
| У місті з'являється новий Залізний кулак, він хоче, щоб усі про нього дізналися. Тим часом Ворд просить про послугу, а Джой обдумує свої варіанти. |                                                              |                   |                     |                |
| 6 | «The Dragon Dies at Dawn» «Дракон загине на сході сонця»     | Філіп Джон        | Метью Вайт          | 7 вересня 2018 |
| Переговори з татуювальником закінчуються болісно, але не для Місті й Колін. Давос викреслює імена зі свого списку, а Мері робить Денні пропозицію. |                                                              |                   |                     |                |
| 7 | «Morning of the Mindstorm» «Ранковий розумовий штурм»        | Стівен Сурджік    | Ребекка Дамерон     | 7 вересня 2018 |
| Денні досягає прогресу на тренуваннях, Давос набирає нових людей. Ворд стає жертвою старих демонів, а Місті свариться з капітаном.                 |                                                              |                   |                     |                |
| 8 | «Citadel on the Edge of Vengeance» «Цитадель на межі помсти» | Джуліан Голмс     | Мелісса Ґленн       | 7 вересня 2018 |
| Джой підказує Давосу, як правильно звертатися до народу. Денні починає розуміти свої межі, а Мері шукає інформацію про своє минуле.                |                                                              |                   |                     |                |
| 9 | «War Without End» «Нескінченна війна»                        | Сенфорд Букставер | Даніель Шаттак      | 7 вересня 2018 |
| Денні та Колін обговорюють рішення, яке може змінити їхнє життя. Тим часом Давос зовсім втрачає відчуття жалю.                                     |                                                              |                   |                     |                |
| 10 | «A Duel of Iron» «Залізна дуель»                             | Джонас Пейт       | М. Рейвен Мецнер    | 7 вересня 2018 |
| В останній серії сезону Залізні кулаки зустрінуться у двобої. Доля Нью-Йорка висить на волосині.                                                   |                                                              |                   |                     |                |

#### Сюжет
| Епізод | Сюжет |
| ------ | --- |
| 1      | Залізний кулак Дені Ренд разом з Колін Вінг живуть разом у квартирі Колін в районі Чайна Таун у Нью-Йорку. Дені працює вантажником і знайомиться з художницею Мері. Оговтавшись після смерті батька, Джой Мічем, зведена сестра Дені, повертається у Нью-Йорк. Джой вимагає свою частку від компанії Ренд Індастріз, і Дені погоджується попри протест свого Ворда Мічема. До Колін, яка працює в соціальному центрі, випадково потрапляє таємнича скринька з її родинним гербом. Під час вечері в ресторані Срібний лотос Дені та Колін запобігають початку війни між бандами Сокир і Тигрів, які прагнуть взяти під контроль колишні території Руки. Голова банди Сокир містер Хай-Цін Янг повинен доставити Давосу, другу Дені, таємничий вантаж. Давос на зустрічі звинувачує Дені в знищенні Кун-Луня, поки той боровся з кланом Рука в Нью-Йорку.                                                       |
| 2      | Голова банди Сокир Хай-Цін Янг відмовляється припинити ворожнечу з Тиграми, проте дружина Янга дослухається до Дені та Колін. Дені зустрічає знайому Мері, їй стає зле і він відводить її додому та знайомить з Колін. Мері стає краще і вона швидко йде. Група підлітків на чолі з Бібі з дрібної банди переслідує Колін, але вона відбивається, знайомиться з їх лідером Ріно і конфлікт вичерпаний. В минулому Дені Ренд і Давос проводять кулачний поєдинок за право битися з драконом за звання Залізного кулака. Янг відмовляється доставити Давосу вантаж і розгніваний Давос прийомом викликає інсульт у Янга. |
| 3      | Мері повідомляє Дені Ренда, що за ним слідкують, і передає купу його фотографій. Ворд Мічем з Дені організовують вечерю для примирення з Джой Мічем. Ворд замість вечері вирушає до своєї коханки Бетані, що є його наставницею у групі підтримки в боротьбі з наркозалежністю. На вечері Джой і Дені ще більше сваряться через смерть батька, а Давос, який теж був на вечері, помічає фотографії, які Мері передала Дені. Насправді у Мері повне ім'я Мері Вокер, вона хороша бійчиня і детективка, а Джой і Давос найняли її слідкувати за Дені. На переговорах Дені помічає підозрілий рух, і Тигри на чолі з Тао намагаються вбити місис Янг, яка представляла Сокир замість свого чоловіка, але Дені й Колін її рятують. |
| 4      | Через втручання Дені Ренда і Колін Вінг в розбірки банд Місті Найт не вдається заарештувати ватажків банд під час переговорів. Дені й Колін намагаються вмовити місис Янг на нові переговори. Ледь притомний Янг повідомляє Дені номер контейнера з вантажем Давоса. На склад Дені запізнюється і Давос встигає забрати свій вантаж — тату з мумії одного з Залізних кулаків. Джой Мічем дізнається, що Мері Вокер має роздвоєння особистості, але та обіцяє виконати завдання. Ворд Мічем знову марно намагається помиритися з сестрою. В метро Вокер нападає на Дені, долає його завдяки транквілізатору і доставляє Давосу для проведення ритуалу Залізного кулака. |
| 5      | Давос завдяки ритуальному нанесенню тату отримує здібності Залізного кулака і вбиває лідера Тигрів у їх клубі. Вокер залишає пораненого Дені Ренда, який втратив здібності Залізного кулака, на набережній і звітує Джой Мічем. Знайомі Колін бандити знаходять Дені й планують віддати його за винагороду Тиграм. Бандит Бібі повідомляє Колін, що Дені у них, і разом з Місті Найт забирають його. Бетані допомагає у лікуванні Дені. Місті та Колін вирушають до Джой Мічем і полонять Вокер. Джой зізнається Дені, що це вона весь час допомогала Давосу. |
| 6      | Отримавши здібності Залізного кулака, Давос починає нищити членів банд Сокир та Тигрів. Місті й Колін знаходять помічниць-татуювальниць Давоса, що допомогли провести ритуал, після бійки татуювальниці погоджуються провести зворотний ритуал. Вокер відводить Дені до Давоса і разом вони долають його, вколюючи транквілізатор, але пораненого Дені забирає швидка, а підсвідомість Вокер перемикається з бійчині на фотографку Мері й це рятує Давоса. |
| 7      | Дені відновлює сили, а Джой Мічем дає підказку Місті Найт про походження ритуальної чаші, яку вона купила для Давоса. Зустрівшись із продавцем чаші, Місті дізнається деталі ритуалу. Давос продовжує знищувати банди Тигрів та Сокир і вербує в учні банду Ріно. Джой повертається до Давоса з підозрілими намірами. |
| 8      | Поки Колін Вінг займається підготовкою Дені, Давос готує собі бійців з банди Ріно. Дені та Колін знову рятують від Давоса місис Янг і банди Сокир та Тигрів укладають перемир'я для боротьби зі спільним ворогом. Мері, в минулому солдатка армії США, дивом звільняється з полону у Соковії завдяки появі другої особистості бійчині і після сеансу психотерапії вирішує розгадати таємницю свого розладу. Для цього Вокер просить Ворда дістати її досьє з Міністерства оборони в обмін на допомогу в порятунку Джой від Давоса. Давос з учнями вирушає в місто, проте Бібі відмовляється йти і його лишають ув'язненим. Власник ресторану Срібний лотос, який натерпівся від війн банд, не вірить в щирість допомоги Давоса, і Давос вбиває його та невдоволеного Ріно. Бібі, звільнений Джой, викрадає у Давоса ритуальну чашу для Колін і Дені.                                                          |
| 9      | Давос розкриває змову Джой Мічем, від сильного удару вона тяжко поранена і непритомніє. Місті Найт готує облаву на Давоса й заарештовує одного з людей Тигрів, через якого до Колін потрапила родинна скринька від її матері. Ворд Мічем і Вокер озброюються для зустрічі з Давосом. Бібі відносить чашу Дені й Колін в центр допомоги бездомним під час дитячого заходу і слідом за ним прибуває Давос з бандою Ріно, яку тепер очолив Кренк. Кренк вбиває Бібі, а Дені в бою Давосом вколює йому транквілізатор. Колін долає банду Кренка і їх заарештовують. Місті Найт знаходить Джой у лігві Давоса і звільняє її з допомогою Ворда і Мері Вокер. Ворд забирає Джой, а Вокер полонить Місті. Дені й Колін проводять ритуал з перенесення здібностей Залізного кулака від Давоса до Колін, але Давос прокидається й перериває завершення ритуалу, однак Колін вже отримала частину сили Залізного кулака. |
| 10     | Незакінчений ритуал загрожує життю Колін і Давоса. Давос тікає у своє лігво, де його підстерігає Вокер. Місті Найт звільняється і допомагає Дені здолати Вокер, і її особистість стає фотографкою Мері. Колін не вдається самостійно здолати Давоса, але Дені приходить на допомогу і вони завершують ритуал. Колін стає Залізним кулаком, а Давоса заарештовують. Банди заключили перемир'я і повертаються до своїх справ. Вагітна Бетані відмовляє Ворду у спільному вихованні дитини. Вокер зі свого досьє дізнається, що крім Мері є ще третя її особистість, яка і звільнилася з полону в Соковії, залишивши гори трупів. Вокер залишає у Джой свої гроші з натяком на подальшу співпрацю. Ворд і Дені розслідують в Азії походження тіла мертвого Залізного кулака, доставленого Давосу. В Дені знову з'являються здібності Залізного кулака.                                                           |